# El cim
El Cim o La reina del gel és una obra clarament simbolista de Cesare Saccaggi da Tortona, presentada a la X Exposició Internacional d'Art de Venècia el 1912, actualment conservada a la galeria de fotos de la Fundació Cassa di Risparmio de Tortona.
El cim de la muntanya està representat per aquesta figura humana sumptuosament vestida, amb edelweiss a la mà, a la qual un jove vestit amb draps i esgotat, en el moment de fer el seu darrer esforç, intenta penosament aferrar-se; es tracta d'una escena que tradueix un concepte típic de la filosofia alemanya del segle xix, el de “l'esforç” (Streben): mentre la figura impassible simbolitza l'objectiu inassolible, la joventut esgotada és el símbol de l'etern desig de l'home de superar-se a si mateix en la continuació i la configuració, objectius cada vegada més alts i més difícils.
"El camí de la glòria" (1898) també pertany a aquesta vena simbolista de Saccaggi, que tracta el mateix tema de la tensió ascendent, de l'esforç per assolir un objectiu ideal, que, però, s'escapa contínuament.
Aquesta obra també descriu el que va passar a les dones a l'art entre finals del segle xix i principis del segle XX: en representacions anteriors la dona només es representava com una dona-àngel, una dona pecadora i eròtica. Aquesta obra, en canvi, explica una realitat diferent: una dona decidida, poderosa, segura de si mateixa i emancipada. La postura de la figura femenina fa referència a la de Judith de Gustav Klimt, emblema de la femme fatale. L'arquetip, però, és nou, gairebé revolucionari: és l'home que sembla perdre la dignitat demanant, pregant, arrossegant-se, oblidant la seva dignitat, buscant la seva mirada: la reina del gel. Aquest paper, sempre atorgat, en la iconografia tradicional anterior, a la dona, disposada també a perdre la seva dignitat per amor, sovint retratada als peus de l'estimada, per subratllar la seva debilitat i fragilitat.
Una altra representació de la dona segons aquests nous cànons estètics és "El pop", una obra de clara matriu simbolista, on la figura femenina amb un cos esplèndid però amb una mirada al·lucinada, podria ser en realitat un monstre marí, potser la metàfora d'un Belle Époque que es convertirà en tragèdia.